# 新時代電視

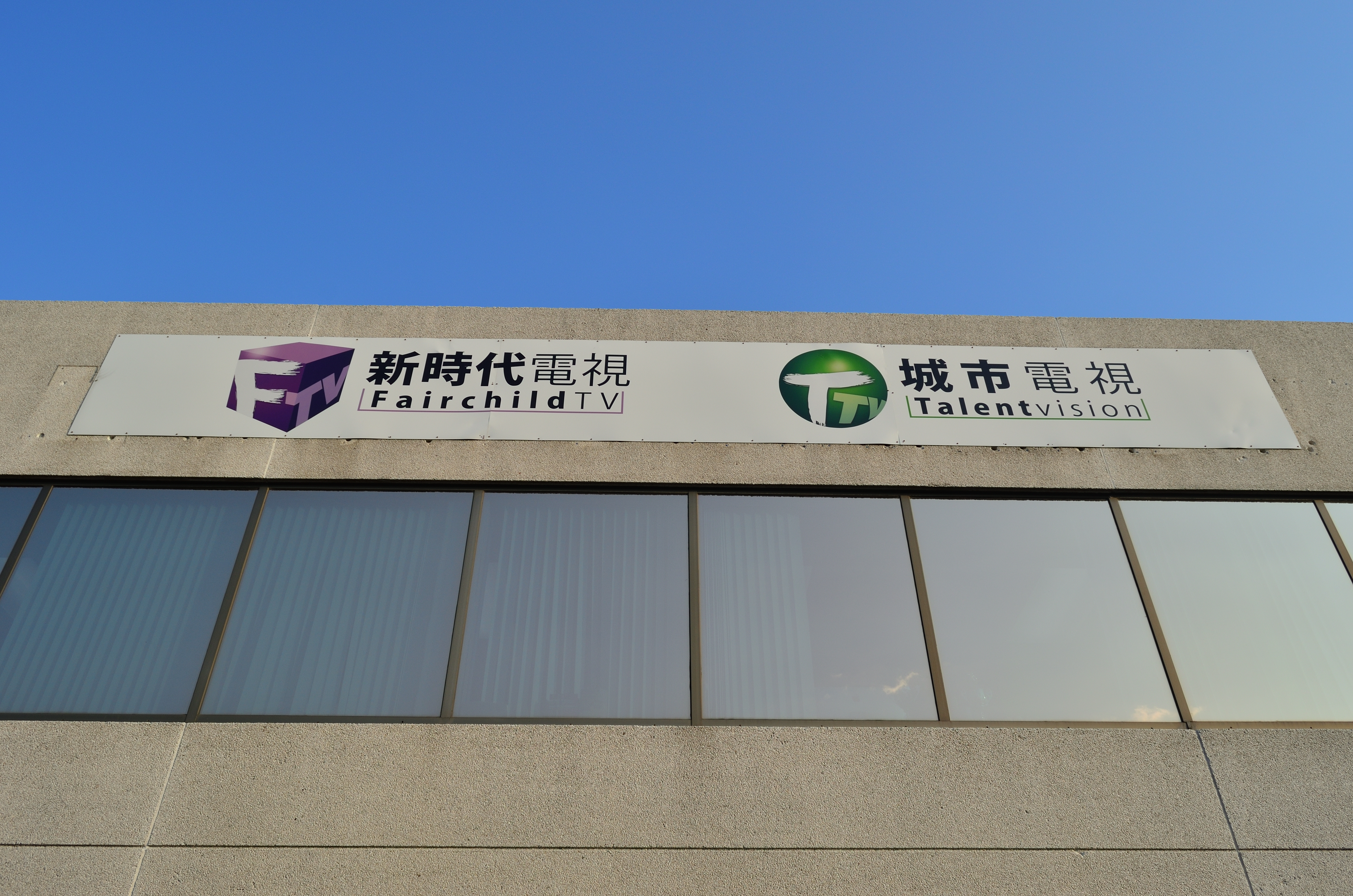
列治文山新時代電視製作與新聞中心

新時代電視（英語：Fairchild Television）是加拿大一間粵語收費電視台，由新時代集團旗下的新時代傳媒集團擁有。新時代電視在卑詩省大溫哥華地區列治文及安大略省大多倫多地區列治文山均設有製作與新聞中心，亦於亞伯達省卡加利設有辦公室。該台現時設有兩條頻道，分別是以加拿大本地節目為主的主頻道（1台）和以同步香港節目為主的新時代2台：前者可於全國以有線電視、寬頻電視和衛星電視接收，後者於啓播初期則在貝爾公司的衛星和寬頻電視系統播放。
除新時代電視外，新時代傳媒集團亦擁有加拿大中文電台以及普通話收費電視頻道城市電視。新時代電視時與加拿大中文電台共同製作節目及活動，兩者之間常有互動性的宣傳，而兩者的員工有時也會彼此到電台或電視台工作或亮相。
香港電視廣播有限公司（TVB）目前透過其直屬公司持有新時代電視約佔兩成股權，間接成為該台的股東之一。

## 歷史

### 早期歷史
新時代電視的前身是位於多倫多的加拿大中文電視有限公司（Chinavision，簡稱「中文電視」）。加拿大視訊委員會（CRTC）於1983年宣佈考慮發放一個全國性中文收費電視牌照，有四間機構參與角逐，當中包括於1982年獲發卑詩省地區性少數族裔收費電視牌照的世界電視（World View Television），以及由章建國（即章小蕙之父）創辦的中文電視。中文電視脫穎而出，於1984年獲CRTC發放牌照後於同年啓播，當時每星期七日、每日八小時（17:00至翌晨01:00）播放。
有鑒當年加拿大中文電視廣播業正處於起步階段，當局認為溫哥華地區難以支持兩間相互競爭的中文電視台，因此在中文電視的牌照上加入條款限制該台於啓播兩年内不能於卑詩省落地，令世界電視（後於1985年改組成國泰電視）得以維持其卑詩唯一中文電視台的地位。當局後於1987年解除中文電視的廣播範圍限制，該台自此可於卑詩省接收。中文電視當年專門轉播香港亞洲電視的節目，而國泰電視則專門轉播香港無綫電視的節目。
中文電視啓播後的財政狀況一直欠佳，到1992年負債約800萬至1000萬加元，更於同年被安大略省法院下令由債權人接管，並更換管理層。

### 新時代接管
溫哥華華裔商人馮永發旗下的新時代集團夥同電視廣播國際有限公司於1992年宣佈聯手斥資925萬元收購中文電視的資產，並同時以380萬元收購國泰電視。兩項交易分別於1993年10月和12月獲CRTC批准，而兩台隨後亦進行改組：原屬中文電視的全國性電視牌照改組為新時代電視，而原屬國泰電視的地區性電視牌照則改組為城市電視。改組後，新時代電視開始播放無綫電視的節目，但也會製作一些本地節目。
另外，改組後的新時代電視亦於多倫多和溫哥華實行分途廣播，兩地的節目編排有所不同，而兩地的新聞部大致上亦各自獨立運作。然而，此安排實際上有違該台的全國性電視牌照條款，而羅渣士通訊集團旗下的多倫多多元文化電視台CFMT（即OMNI前身）亦就此於2000年向CRTC作出投訴。當局遂於2001年下令新時代電視停止分途廣播並改為全國聯播。全國聯播於同年7月2日實施後，除廣告時段外，溫哥華訊號的内容與多倫多訊號一樣，只是因應兩地時差而順延三小時播放，而新聞節目的製播亦作出相應更改。（見新時代電視新聞。）
該台後於2003年向CRTC申請續牌的同時亦向當局請求修改牌照條款，允許局部分途廣播。申請於2004年獲批，而新聞節目從同年秋季起再度實行局部分途廣播。
新時代電視的加西溫哥華總部於2006年2月聯同城市電視從溫哥華市百老匯西街的舊址遷至同屬新時代集團的列治文時代坊商場，全面採用了數碼制式的攝影用具。
由2018年起，新時代電視開始播放ViuTV的自製節目，如2021年10月播出劇集大叔的愛和選拔真人秀全民造星IV。
由2020年9月1日起，新时代电视主频道已升级高清画质而新时代2高清台同时也更名为新时代二台。

## 運作
新時代電視主頻道的訊號現時分為加東版和加西版兩個版本。兩者於2001年前的分別頗為顯著，節目編排有所不同，而兩者的新聞報道節目基本上也是互不相干。自2001年實行全國聯播以來，兩條訊號基本上大致相同，分別在於加西版的節目較加東版順延3小時播出，以配合東岸和西岸的3小時時差（因此兩者的節目時間表以當地時間計算是完全相同）。而牌照條款於2004年被修改後，傍晚新聞報道的首半小時（19:00-19:30）亦於溫哥華和多倫多作分途廣播，而部分供應商更會一同提供新時代電視的加東及加西兩個版本以方便觀眾。

## 新時代2台
新時代電視於2008年以的名義向CRTC申請創辦另一條全國性收費電視頻道，主要播放粵語節目。申請曾於2009年獲批，但該台一直未能啓播。新時代遂於2012年6月重新申請創辦，並於2013年2月再次獲批，而頻道則於同年5月23日以「新時代2高清台」的名義啓播，以配合新時代電視於同月舉行的20周年台慶活動。
啟播初期，高清台以同步播放香港無綫電視的劇集作招徠，此外亦播放其他不同華語電視台的節目；啓播時的劇集陣容包括無綫電視的《金枝慾孽貳》和國產電視劇《葉問》。
有別於正台，新時代2高清台則於全國以同一訊號播放，不設加東版和加西版；但為了迎合各時區的觀眾，該頻道的部分劇集會於同一日重播多次。
於2016年賽季起，新時代2高清台獲得香港賽馬會授權轉播香港賽馬，此舉亦令加拿大多個博彩機構再度開放香港賽馬的投注彩池。
從2020年9月1日開始新時代高清2台更名為新時代2台。

## 諮詢委員會
| 地區   | 主席   | 副主席   | 秘書     | 委員                                                       | 地址 |
| 溫哥華 | 葉承基 | 盧衍洪   | 鄧鄭天琴 | 馮潔冰、歐陽亦芃、顧嘉煇、林欣、練子喬                     | THE SECRETARY Fairchild TV Advisory Committee P.O. Box 32533 Richmond, B.C. V6X 3S1                                                |
| 多倫多 | 任志偉 | 林李志德 |          | 羅國威、鄺關珮瑜、梁鴻堃、伍卓生、孔慶年、朱碧芳、麥陳婉芳 | THE SECRETARY Fairchild TV Advisory Committee P.O. Box 46509 Agincourt Mall 3850 Sheppard Avenue East Scarborough, Ontario M1V 3V8 |

## 人物

### 藝員

#### 現任
| 藝人姓名                      | 所在地區 | 服務年份         | 履歷                                                    | 現況                                                                     | 主持電視節目 |
| 林嘉華                        | 多倫多   | 1990年代至今     | - 80及90年代時是無綫電視當紅的合約藝員                  | - 現為加拿大中文電台AM1430節目主持 - 無綫電視部頭合約藝人 - 加港兩邊走。 | 《大城小聚》 |
| 潘宗明                        | 多倫多   | 1990年代至今     | - 80及90年代著名足球及體育報道員 - 曾為無綫重量級司儀。 | - 現為加拿大中文電台AM1430節目主持                                       | 《大城小聚》 |
| 張無忌                        | 溫哥華   | 1990年代至今     | - 著名棟篤笑藝人 - 專欄作家                             | - 現為加拿大中文電台AM1470唱片騎師                                       | 《超霸咭報料站》 |
| 張文謙                        | 溫哥華   | 1990年代至今     | - 前加拿大中文電台唱片騎師                              |                                                                          | 《大城小聚》 |
| 廖德隆                        | 溫哥華   | 1990年代末期至今 | - 前華僑之聲節目主持                                    | - 現為加拿大中文電台AM1470唱片騎師                                       | 《星期六搜畫》 |
| 陳敏愷                        | 溫哥華   | 2000年代至今     | - 電台節目監製 - 舞台劇演員                             | - 現為加拿大中文電台AM1470唱片騎師                                       | 《超霸咭報料站》 《美食米G蓮》                                                                                                   |
| 盧玉鳳                        | 溫哥華   | 1990年代至今     | - 著名前香港唱片騎師 - 曾是華僑之聲的唱片騎師           | - 現加拿大中文電台AM1470的唱片騎師                                       | 《大城小聚》 |
| 雷安娜                        | 溫哥華   | 1990年代至今     | - 80年代的著名前香港流行歌手                            | - 現為歌唱老師 - 為新秀歌唱大賽溫哥華選拔賽在幕後訓練參賽者              | 《大城小聚》 |
| 袁號殷 （页面存档备份，存于） | 溫哥華   | 2019年代至今     | - 電台節目監製                                          | - 現為加拿大中文電台AM1470唱片騎師                                       | 《經典．忘不了歌唱大賽》 《溫哥華華裔小姐競選2020》 《溫哥華華裔小姐競選2021》 《溫哥華華裔小姐競選2022》                        |
| 趙穎䝼 （页面存档备份，存于） | 溫哥華   | 2015年代至今     |                                                         | - 現為加拿大中文電台AM1470唱片騎師                                       | 《家事百寶箱》 《溫哥華華裔小姐競選》                                                                                            |
| 伍文嘉 （页面存档备份，存于） | 溫哥華   | 2016年代至今     |                                                         | - 現為加拿大中文電台AM1470唱片騎師                                       | 《熒幕八爪娛》、《VANtastic》、《閨蜜女皇》、《為食Food Buzzing》、《都市‧快拍》                                                 |
| 楊智                          | 溫哥華   | 2016年代至今     |                                                         |                                                                          | 《熒幕八爪娛》、《家事百寶箱》、《為食Food Buzzing》                                                                             |
| 顧樂恒 （页面存档备份，存于） | 溫哥華   | 2020年代至今     |                                                         | 現為加拿大中文電台AM1470唱片騎師                                         | 《熒幕八爪娛》 |
| 張穗琪 （页面存档备份，存于） |          | 2018年代至今     | 前加拿大中文電台AM1470唱片騎師                          |                                                                          | 《閨蜜女皇》、《為食Food Buzzing》、《都市‧快拍》、《VANtastic》、《金雞報喜迎新歲》、《經典．忘不了歌唱大賽》、《港台玩樂攻略》 |

#### 前任
| 藝人姓名 | 所在地區 | 服務年份              | 履歷                                                                                            | 現況 | 曾主持電視節目                                                                            |
| 顏子菲   | 多倫多   | 2006年                | - 參加2006年《多倫多華裔小姐競選》獲得亞軍 - 後加入新時代電視                                   | - 2007年返回香港參加《亞洲小姐競選》並奪得亞軍 - 其後簽約成為亞洲電視藝員                                                                                                  | 《熒幕八爪娛》                                                                            |
| 邱穟恆   | 溫哥華   | 2000年至2009年        | - 2000年《新秀歌唱大賽溫哥華選拔賽》亞軍 - 前《熒幕八爪娛》主持                                 | - 公主郵輪娛樂部節目總監 - 樂隊The Westcoast Players主音歌手 | - 《新秀歌唱大賽溫哥華選拔賽》評判 - 熒幕八爪娛 - 魅力凝聚新時代 - BC省兒童醫院電視籌款夜 |
| 譚芷珊   | 溫哥華   | 2000年代至今          | - 成功的加國導演                                                                                | | 《星期六搜畫》                                                                            |
| 陳本岡   | 溫哥華   | 2004年至2012年        | - 2004年度加拿大中文電台AM1470《Radio Idol》前三甲之一                                          | - 現為加拿大中文電台AM1470唱片騎師 | 《熒幕八爪娛》                                                                            |
| 徐偉棟   | 溫哥華   | 2009年至今            | - 前亞視藝員徐少強與雪梨之子及米雪的姨，徐頴堃之兄 - 2009年參加新秀歌唱大賽溫哥華選拔賽進入決賽 | - 現為新時代電視節目主持 | 《熒幕八爪娛》                                                                            |
| 張嘉兒   | 溫哥華   | 1990年代至今          | - 參加2005年《溫哥華華裔小姐競選》獲得神釆飛場獎 - 後加入新時代電視                             | - 2007年返回香港參加《香港小姐競選》並奪得冠軍 - 參加《2008年 國際中華小姐》得亞軍 - 參加《2008年世界小姐競選》獲得愛心小姐名銜並入選前十六名 - 其後簽約成為無綫電視藝員。 | 《大城小聚》                                                                              |
| 胡美玉   | 溫哥華   | 1990年代-2000年代中期 | - 前無綫電視合約藝員                                                                            | - 目前為溫哥華影視人協會主席 | 《大城小聚》                                                                              |
| 康子妮   | 多倫多   | 1990年代末至2000年代  |                                                                                                 | - 2000年代其後返回香港並簽約成為無綫電視藝員 - 林曉峰之前妻 |                                                                                           |
| 李明慧   | 溫哥華   | 1990年代中期          |                                                                                                 | - 1997年返回香港參加《香港小姐競選》並奪得亞軍 - 其後簽約成為無綫電視藝員。                                                                                                |                                                                                           |

### 新聞主播

#### 現任
| 主播姓名 | 所在地區 | 服務年份         | 履歷                                         | 主持電視節目                    |
| 陸小雯   | 溫哥華   | 2000年期至今     | - 26分鐘見證實錄記者及新聞主播，入行超過10年 | 《新聞報道》 《26分鐘見證實錄》 |
| 鄧曉恩   | 溫哥華   | 2008年期至今     | - 新聞主播及編輯                             | 《新聞報道》                    |
| 劉家逸   | 溫哥華   | 2018年期至今     | - 新聞主播                                   | 《新聞報道》                    |
| 賴佩儀   | 溫哥華   | 2007年期至今     | - 新聞主播                                   | 《新聞報道》                    |
| 張驊     | 多倫多   | 2010年代後期至今 |                                              | 《晚間新聞》                    |
| 何家碧   | 多倫多   | 2010年代後期至今 | - 新聞記者                                   | 《新聞報道》 《傳媒對焦》       |

註：《新聞報道》加西版於星期一至五晚上7:00-7:30播出

### 競選參賽者

#### 華裔小姐
| 姓名     | 所在地區 | 比賽名稱及成绩                                                               | 現況                                        |
| 鄧佩儀   | 溫哥華   | 《2012年溫哥華華裔小姐競選》及《2013年國際中華小姐競選》冠軍                 | 現為香港無綫電視藝員                        |
| 岑麗香   | 溫哥華   | 《2009年溫哥華華裔小姐競選》及《2010年國際中華小姐競選》冠軍                 | 曾為香港無綫電視藝員                        |
| 張慧雯   | 多倫多   | 《2009年多倫多華裔小姐競選》冠軍及《2010年國際中華小姐競選》季軍             | 曾為香港無綫電視藝員                        |
| 苟芸慧   | 多倫多   | 《2008年多倫多華裔小姐競選》及《2009年國際中華小姐競選》冠軍                 | 曾為香港無綫電視藝員                        |
| 陳娜良子 | 溫哥華   | 《2008年溫哥華華裔小姐競選》冠軍及《2009年國際中華小姐競選》季軍             | 現為加拿大新時代電視（温哥華）藝員          |
| 陳爽     | 多倫多   | 《2006年多倫多華裔小姐競選》冠軍及健康美態獎及《2007年國際中華小姐競選》季軍 | 現已退出娱乐圈，并任职于香港航空            |
| 李亞男   | 溫哥華   | 《2004年溫哥華華裔小姐競選》及《2005年國際華裔小姐競選》冠軍                 | 曾為香港無綫電視藝員，並曾為TVB8主持節目    |
| 鍾嘉欣   | 溫哥華   | 《2003年溫哥華華裔小姐競選》及《2004年國際華裔小姐競選》冠軍                 | 曾為香港無綫電視藝員及Neway唱片公司旗下歌手 |
| 吳丹     | 多倫多   | 《2002年多倫多華裔小姐競選》冠軍及《2003年國際華裔小姐競選》季軍             | 現已退出娛樂圈                              |
| 白穎茵   | 多倫多   | 《2001年多倫多華裔小姐競選》冠軍及《2002年國際華裔小姐競選》亞軍             | 現偶有在多倫多作幕前演出                    |
| 周雪     | 溫哥華   | 《2001年溫哥華華裔小姐競選》及《2002年國際華裔小姐競選》冠軍                 | 現已退出娛樂圈                              |
| 廖碧兒   | 溫哥華   | 《2000年溫哥華華裔小姐競選》及《2001年國際華裔小姐競選》冠軍                 | 香港電視藝員                                |
| 盧淑儀   | 多倫多   | 《1996年多倫多華裔小姐競選》及《1997年國際華裔小姐競選》冠軍                 | 曾參演多套香港電影                          |

#### 新秀歌手
| 姓名   | 所在地區 | 比賽名稱及成绩                                                                                                 | 現況                            |
| 余迪安 | 溫哥華   | 《2008年新秀歌唱大賽溫哥華選拔賽》金獎及《2008年全球華人新秀歌唱大賽》時尚型格大獎                             |                                 |
| 周美欣 | 溫哥華   | 《2005年新秀歌唱大赛温哥华选拔赛》冠军﹑《2005年全球華人新秀歌唱大賽》时尚形象大奖及《2007年香港小姐競選》季军 | 回流香港當歌手                  |
| 何詠雯 | 溫哥華   | 《2003年新秀歌唱大賽溫哥華選拔賽》並打入總決賽                                                                 | 香港電視藝員                    |
| 盧婧   | 多倫多   | 《2001年新秀歌唱大賽多倫多選拔賽》冠軍及《2001年全球華人新秀歌唱大賽》銅獎                                     | 現為聲樂導師                    |
| 關心妍 | 溫哥華   | 《1999年全加華人新秀歌唱選拔賽》冠軍及《全球華人新秀歌唱大賽》最具潛質新人                                     | 回流香港當歌手                  |
| 蕭亞軒 | 溫哥華   | 《1998年新秀歌唱大賽溫哥華選拔賽》打入總決賽                                                                   | 回流台灣當歌手                  |
| 盧春如 | 溫哥華   | 《1998年新秀歌唱大賽溫哥華選拔賽》亞軍                                                                         | 現在在台灣當唱片騎師。          |
| 祝釩剛 | 溫哥華   | 《1998年新秀歌唱大賽溫哥華選拔賽》冠軍及《全球華人新秀歌唱大賽》銀獎                                           | 曾為台灣歌唱組合183club成員之一 |
| 關浩正 | 溫哥華   | 《1996年新秀歌唱大賽溫哥華選拔賽》冠軍及《1996年全球華人新秀歌唱大賽》銀獎                                     |                                 |

### 其他
| 姓名   | 所在地區 | 履歷                                                                                     | 現況 |
| 孫明貞 | 溫哥華   | - 前無綫配音員 - 後移民溫哥華，並且把《多啦A夢》及《莎莉變變變》配音工作轉交梁少霞接任。 | 2001年-2008年4月間任職多元文化電視台（OMNI.2），現為新時代電視培訓顧問。                                      |
| 周婉侶 | 多倫多   | - 前無綫配音員 - 後移民多倫多，並且把主要配音工作轉交盧素娟接任。                        | 1991至98年任職新時代電視，後來由於人事問題轉往六面旗，再轉往多元文化電視台副機構傳訊總監，2020年8月31日逝世。 |

## 目前播放原創節目列表
- 最緊要運動
- 大城小聚
- 時代雜誌
- 熒幕八爪娛
- 星期六搜畫
- 亞省面面觀
- 多倫多華裔小姐競選
- 溫哥華華裔小姐競選
- 新秀歌唱大賽多倫多選拔賽
- 新秀歌唱大賽溫哥華選拔賽
- 卡加利新秀歌唱大賽
- 新時代電視新聞
- 魅力凝聚新時代
- 美食米G蓮
- 養生補典
- 南北雙聲道
- 傳媒對焦

## 外部連結
- 新時代電視官方網站 （页面存档备份，存于） （英文）（中文）